# One Little Independent Records
One Little Independent Records (uneori abreviat OLI; până în 2020 One Little Indian Records) este o casă de discuri independentă din Anglia, Regatul Unit. A fost înființată în 1985 de către membrii diferitor formații anarcho-punk și gestionată de fostul chiratist bas al Flux of Pink Indians⁠(d), Derek Birkett.

## Istoric
Primele reușite casa de discuri le-a obținut cu A.R. Kane⁠(d) și Flux of Pink Indians⁠(d), în 1986. Succesul a continuat cu artiști precum Alabama 3⁠(d), Björk, Chumbawamba⁠(d), Kitchens of Distinction⁠(d), The Shamen⁠(d), Skunk Anansie, Sneaker Pimps⁠(d) și Sugarcubes⁠(d).
În 1990, One Little Indian a început să fondeze mai multe case de discuri asociate, inclusiv Clean-up Records, Partisan Records și Fat Cat Records⁠(d). Toate au fost de succes, cu artiști precum Alabama 3 (A3), Sigur Rós și Sneaker Pimps. În 1995 a fost fondată și Elemental Records.
Titlurile pieselor din albumul Hempton Manor⁠(d), lansat de The Shamen în 1996, formează un acrostih, și anume „Fuck Birket”, ca protest împotriva fondatorului casei de discuri, Derek Birkett, care dorea ca organizația să revină la un mod de afaceri mai comercial.
În 1997 și 2001, compania a achiziționat unele mărci aparținând vechilor case de discuri Rough Trade Records⁠(d) și Nude Records⁠(d), precum și drepturile pentru mai multe albume lansate anterior de spinART Records⁠(d). 
În 2009, la One Little Indian a apărut un album numit Electric Arguments⁠(d), lansat de duo-ul The Fireman⁠(d), compus din Paul McCartney și Youth⁠(d).
În iunie 2020, compania și-a schimbat denumirea din „One Little Indian Records” în „One Little Independent Records”, ca reacție la protestele cauzate de moartea lui George Floyd. De asemenea, compania a declarat că va face donații organizațiilor de amerindieni din America de Nord.

## Artiști
Printre artiștii care au lansat material la OLI se numără:
- Árný Margrét⁠(d)[6]
- Ásgeir[7]
- Olga Bell⁠(d)[8]
- Galya Bisengalieva⁠(d)[9]
- Björk[8]
- Cody Chesnutt⁠(d)
- Manu Delago⁠(d)
- Foxtrott⁠(d)[10]
- Fufanu⁠(d)[2]
- God Damn⁠(d)[1]
- Jesse Malin⁠(d)
- Gabríel Ólafs⁠(d)[11]
- Sarasara⁠(d)[12]
- Samaris⁠(d)[1]
- Emilíana Torrini[7]
- Marry Waterson⁠(d)[13]
- Wild Palms⁠(d)[14]
- Kathryn Williams⁠(d)[15]

## Apreciere
Amazing Radio⁠(d) a caracterizat casa de discuri drept „fără greș genială” și a apreciat că are „o istorie muzicală bogată”.